# Elisso

Elisso (en géorgien : ელისო, en russe : Элисо) est un film soviétique muet réalisé par Nikolaï Chenguelaia et sorti en 1928.

## Synopsis
1864. Le gouvernement tsariste, procédant à la russification de la Géorgie, ordonne la déportation des Tcherkesses du Caucase en Turquie. Les habitants d'une petite commune tranquille et prospère opposent une résistance aux Cosaques chargés de l'évacuation. Des provocateurs à la solde du pouvoir impérial incitent alors les villageois à signer une pétition auprès d'un général russe. Mais celle-ci est traduite en son contraire, c'est-à-dire en faveur d'une transplantation. En guise de refus, la belle Elisso, fille du Doyen, incendie le village sous les yeux impuissants des envahisseurs.

## Fiche technique
- Titre : Elisso
- Réalisation : Nikolaï Chenguelaia
- Scénario : Serguei Tretiakov, N. Chenguelaia d'après le roman d'Aleksandr Qazbegi
- Photographie : Vladimir Kereselidze - Noir et blanc
- Décors : Dimitri Chevarnadze
- Musique : Iona Touskia (sonorisation en 1935)
- Production : Goskinprom Gruzy
- Métrage : 2 300 m (environ 85 minutes)
- Pays d'origine :  Géorgie/ Union soviétique
- Sortie : 23 octobre 1928

## Distribution
- Aleksandr Imedachvili : Astamir
- Kotka Karalachvili : Vachia
- Kira Andronikachvili : Elisso
- Aleksandr Jorjoliani : le général
- Cecilia Tsoutsounava : Zazoubika

## Commentaire
Deux influences capitales irriguèrent l'âge d'or du cinéma géorgien : celle de la littérature d'inspiration nationale et populaire du XIXe siècle - Aleksandr Qazbegi dans le cas d' Elisso -, et celle provenant des débats polémiques engagés dans les domaines artistiques par les novateurs russes et leurs émules géorgiens. « Tbilissi a ses futuristes, ses représentants du L.E.F. (Front rouge de l'art), ses partisans du Proletkult... Dans les conférences qu'ils organisent, tant à Moscou qu'à Tbilissi, on discute des nouveaux langages, en particulier du rôle des gros plans au cinéma - ils font leur première apparition dans Guioulli (1927) et dans Elisso - ou de la place du documentaire dans la création cinématographique », écrit Jean Radvanyi.
Toutes ces tendances trouvèrent leur application dans Elisso. « Les événements historiques y étaient appuyés par des documents gouvernementaux trouvés par Serge Tretiakov aux Archives d'État de la région du Terek. Le film commençait par le décret sur la déportation des Tchétchènes en Turquie et l'attribution de leurs terres aux Cosaques. Ce document cruel et cynique définit clairement le leitmotiv d' Elisso, à savoir la politique tsariste de la Russie - l'oppression nationale. ».
Toutefois - et même si le récit d'Aleksandr Qazbegi traitait du problème -, le film fut mieux « qu'une plate illustration d'une œuvre littéraire. (...) Le réalisateur avait réinterprété le thème et l'idée de Qazbegi. En utilisant le canevas initial et des procédés artistiques spécifiques au cinéma, il avait trouvé un équivalent cinématographique à un récit en prose. ».
Le langage de Nikolaï Chenguelaia retient donc l'attention. « La construction rythmique, la symbolique, la métaphore, le montage serré qui définissent son style, expriment son idée de l'œuvre. » Ainsi, de la scène finale « où les contrastes atteignent leur apogée : la mort et la vie, la mise en terre et la venue au monde, la destruction et la résurrection. Et, dans ce combat des extrêmes, c'est la vie qui triomphe. Au moment où sombre dans les flammes leur village natal et où meurt une femme malade, les Tchétchènes se mettent brusquement à danser. Et cette danse frénétique (...) s'empare progressivement de la foule des exilés, et résonne sur l'écran comme un véritable hymne à l'immortalité d'un peuple. Surmonter le malheur, l'écraser, l'étouffer par le mouvement, par l'action, telle est la métaphore poétique originale de la victoire de la vie. (...) En représentant à travers une métaphore poétique la victoire de la vie sur la mort, Nikolaï Chenguelaia considérait sans doute que la danse populaire évoquait l'histoire tragique de la Géorgie. (...) Dans Eliso le peuple vit ensemble, construit, fait la fête, pleure ses morts et triomphe de la mort ensemble. Même les actes individuels concentrent la volonté populaire. »
« La négligence et l'incapacité qui se manifestent à certains endroits sont effacées par la grande impression que laisse le film. Cela est dû au fait que le réalisateur connaît son but. Il parle de l'oppression du Caucase. Sa voix est courroucée », estimait, alors, S. Ermolinski. « Le film expose un épisode intéressant de l'histoire, mais il ne se limite pas au particulier, il tente de forger un modèle d'oppression coloniale », dit, de son côté, M. Blejman.